# Souňovský potok
Souňovský potok je menší vodní tok v Hornosázavské pahorkatině a Středolabské tabuli, pravostranný přítok Olšanského potoka v okrese Kutná Hora ve Středočeském kraji. Délka toku měří 5 km, plocha povodí činí 4,8 km².

## Průběh toku
Potok pramení ve vodní nádrži v Souňově v nadmořské výšce 300 metrů, ale v rámci obce potok teče podpovrchově. Za Souňovem potok teče severním směrem a v Klukách podtéká silnici II/337. U Třebešic se Souňovský potok zprava vlévá do Olšanského potoka v nadmořské výšce 227 metrů.